# Леонид Куравльов
Леонид Вячеславович Куравльов (на руски: Леонид Вячеславович Куравлёв) е съветски и руски киноактьор и озвучаващ актьор, народен артист на РСФСР.

## Биография
Роден на 8 октомври 1936 г. в Москва. През 1955 г. постъпва в актьорския отдел на Украинската академия на изкуствата, където учи в курса на Борис Владимирович Бибиков, който завършва през 1960 г. Негови състуденти са Светлана Дружинина и Сафико Киаврели.
Дебютира в киното като студент, играейки войника сапьор Морозов във филма на Андрей Тарковски и Александър Гордън „Днес уволнение няма да има“. В същото време актьорът участва в дипломната работа на Василий Шукшин „От Лебядински те докладват“ и в приключенския филм на Михаил Швайцер „Мичман Панин“ (и двата филма – през 1960 г.).
От 1960 до 1992 г. е актьор в Театралната студия на филмовия актьор. Талантът на комедиен, остър актьор се разкрива във филмите „Златният телец“ (1968), „Иван Василиевич сменя професията си“ (1973), „Самоубийство“ (1991). Други филми включват „Живее такъв човек“ (1964), „Твой син и брат“ (1966), „Мигли“, „Старша сестра“ (и двата 1967), „Началото“ (1970), „Седемнадесет мига от пролетта“ (1973), „Афоня“ (1975), "Ти на мен, аз на теб“ (1977), „Ние, долу подписаните“ (1980) и др.
Участва в телевизионното предаване „Бял папагал“. В края на 90-те години той води предаването „Светът на книгите с Леонид Куравльов“ по телевизионния канал РТР, в което говори за новостите в книгите.
Умира от сърдечен арест на 30 януари 2022 г. в Москва.

## Избрана филмография
| Година | Заглавие на български                                       | Оригинално заглавие                                    | Роля                    | Режисьор | Бележки |
| ------ | ----------------------------------------------------------- | ------------------------------------------------------ | ----------------------- | -------- | ------- |
| 1958   | „Днес уволнение няма да има“                                | Сегодня увольнения не будет...                         | Морозов                 |          |         |
| 1973   | „Иван Василиевич сменя професията си“                       | Иван Васильевич меняет профессию                       | Жорж Милославски        |          |         |
| 1973   | „Седемнадесет мига от пролетта“                             | Семнадцать мгновений весны                             | Айсман                  |          |         |
| 1975   | „Афоня“                                                     | Афоня                                                  | Афанасий Боршов (Афоня) |          |         |
| 1975   | „Не може да бъде!“                                          | Не может быть!                                         | Володя Завитушкин       |          |         |
| 1977   | „Инкогнито от Петербург“                                    | Инкогнито из Петербурга                                | Иван Шпекин             |          |         |
| 1977   | „Мимино“                                                    | Мимино                                                 | Хачикян                 |          |         |
| 1977   | „Тези невероятни музиканти или новите съновидения на Шурик“ | Эти невероятные музыканты, или новые сновидения Шурика | камео                   |          |         |
| 1979   | „Мястото на срещата да не се променя“                       | Место встречи изменить нельзя                          | Валентин Бисяев         |          |         |
| 1980   | „За кибрит“                                                 | За спичками                                            | селянин                 |          |         |
| 1985   | „Опасно за живота!“                                         | Опасно для жизни!                                      | Спартак Молодцов        |          |         |